# Air Tungaru
Air Tungaru war die erste kiribatische Linienfluggesellschaft und die Vorgängerin der heutigen Air Kiribati. Das auf dem Flughafen Bonriki beheimatete Staatsunternehmen hat den Flugbetrieb im Juli 1996 eingestellt.

## Geschichte

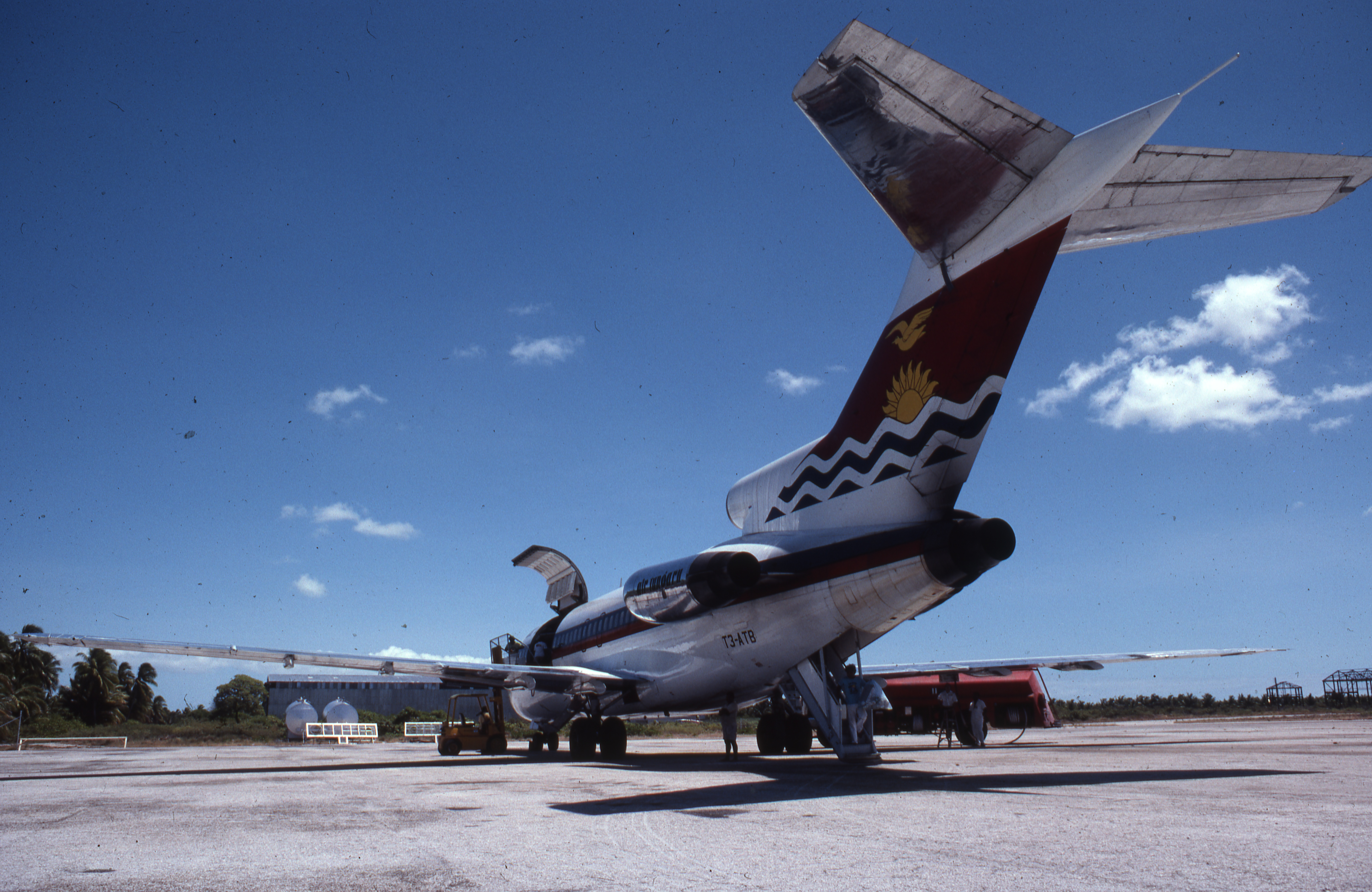
Die von 1981 bis 1984 gemietete Boeing 727-100 der Air Tungaru

Im Zuge der sich abzeichnenden Unabhängigkeit von Großbritannien wurde Air Tungaru am 31. Oktober 1977 in Bikenibeu als künftige staatliche Fluggesellschaft der Republik Kiribati auf den damals noch britischen Gilbert- und Elliceinseln gegründet. Ihr Name leitete sich von der kiribatischen Bezeichnung der Gilbertinseln ab. Von der in Fidschi ansässigen Air Pacific, die bis dahin für den Regionalflugverkehr zwischen den Gilbertinseln zuständig war, leaste die Gesellschaft im Frühjahr 1978 langfristig eine Britten-Norman Trislander (Kennzeichen: DQ-FCC), mit der am 1. April 1978 die Aufnahme des Flugbetriebs erfolgte. Im Folgejahr wurde zusätzlich eine Britten-Norman BN-2 Islander erworben. Im Sommer 1980 beschäftigte Air Tungaru 60 Mitarbeiter und flog mit ihren beiden Maschinen vom Flughafen Bonriki sieben Zielorte auf den Gilbertinseln an.
Im selben Jahr plante das Staatsunternehmen die Aufnahme von internationalen Linienflügen. Hierzu wurde im Mai 1981 eine De Havilland DH.114 Heron von der australischen Kendell Airlines erworben, mit der Air Tungaru im Juni 1981 planmäßige Flüge zwischen Bonriki und Nadi (Fidschi) aufnahm. Parallel dazu mietete die Gesellschaft eine Boeing 727-100 von der US-amerikanischen Evergreen International Airlines, die im Wetlease auf einer wöchentlichen Verbindung von Bonriki über Kirimati nach Honolulu (Hawaii) zum Einsatz kam. Zudem betrieb Air Tungaru diese Maschine anfangs auch im Codeshare mit der französischen UTA auf wöchentlichen Flügen von Honolulu über Kiritimati nach Tahiti (Französisch-Polynesien). Das Unternehmen beendete im März 1984 den defizitären Linienverkehr nach Hawaii und gab die Boeing 727 an den Leasinggeber zurück. Die Verbindung nach Nadi wurde im selben Jahr eingestellt und die auf dieser Route betriebene De Havilland Heron im Dezember 1984 verkauft. Die Flotte bestand im Frühjahr 1985 aus zwei Britten-Norman Trislander sowie einer CASA C-212, die Air Tungaru am 20. März 1982 werksneu erhalten hatte.
Die Republik Kiribati beauftragte im Februar 1986 die US-amerikanische Aloha Airlines mit wöchentlichen Flügen zwischen Honolulu und Kiritimati, die mit 500.000 US-Dollar pro Jahr subventioniert wurden. Aufgrund der hohen Kosten erhielt Air Tungaru im Frühjahr 1991 den Regierungsauftrag, diese Strecke wieder zu bedienen. Sie mietete hierzu im März 1991 eine Boeing 737-200 von der US-amerikanischen Valtec Airlines, welche im Mai 1991 die Verbindung von Bonriki über Kiritimati nach Honolulu erneut eröffnete und die Flüge zunächst im Wetlease durchführte. Kurz darauf beschloss Air Tungaru die gemietete Boeing 737 eigenverantwortlich zu betreiben, woraufhin die Maschine am 13. Juli 1992 ein kiribatisches Kennzeichen (T3-VAL) erhielt. Das Staatsunternehmen musste nun selbst für die Abfertigung des Flugzeugs in Hawaii sorgen und war mit dieser Aufgabe überfordert. Nach nur drei weiteren Flugpaaren gab Air Tungaru den internationalen Betrieb im Juli 1991 auf. Für die Restdauer des Leasingvertrags, der bis zum Jahresende 1992 geschlossen worden war, wurde die Boeing 737 in Honolulu abgestellt. Im Inlandsverkehr nutzte die Gesellschaft zu dieser Zeit weiterhin zwei Britten-Norman Trislander und eine CASA 212.
Anfang der 1990er Jahre gab es Bestrebungen, dass defizitäre Staatsunternehmen zu privatisieren, allerdings ließen sich keine Investoren finden. Die beiden Britten-Norman Trislander der Air Tungaru waren Mitte der 1990er Jahre nicht mehr lufttüchtig, so dass sie im Juni beziehungsweise September 1994 zwei Britten-Norman BN-2 Islander für ein Jahr als Ersatzflugzeuge mieten musste. Zu dieser Zeit entschied die kiribatische Regierung, das hoch verschuldete Unternehmen aufzulösen und durch eine neue staatliche Fluggesellschaft zu ersetzen. Obwohl am 1. April 1995 die Gründung der Nachfolgerin Air Kiribati erfolgte, setzte zunächst Air Tungaru den nationalen Linienverkehr mit ihrer CASA 212 und einer reparierten Britten-Norman Trislander fort. Im Juli 1996 stellte sie den Flugbetrieb ein und trat ihre zwei Maschinen an Air Kiribati ab.

## Flotte
Die Gesellschaft setzte im Lauf ihrer Geschichte insgesamt neun Flugzeuge folgender Typen ein:
- Boeing 727-100C (von 1981 bis 1984 betrieben)
- Boeing 737-200 (1991 betrieben, danach bis Ende 1992 in Honolulu eingelagert)
- Britten-Norman BN-2 Islander (von 1979 bis 1982 sowie von 1994 bis 1995 betrieben)
- BN-2A Mk III Trislander (von 1978 bis 1996 betrieben)
- CASA C-212 (von 1982 bis 1996 betrieben)
- De Havilland DH.114 Heron (von 1981 bis 1984 betrieben)

Unter den neun Flugzeugen befanden sich zwei, die zuvor in Westdeutschland zum Einsatz kamen:
- Die von 1981 bis 1984 genutzte De Havilland DH.114 Heron war ursprünglich am 21. Mai 1957 mit einer besonderen Innenausstattung als CA+001 an die Luftwaffe ausgeliefert worden. Die Maschine diente Bundeskanzler Adenauer als persönliches Regierungsflugzeug.[3]
- Die gleichzeitig im Wetlease gemietete Boeing 727-30C hatte Lufthansa am 28. April 1967 als D-ABIO werksneu vom Hersteller übernommen und bis  Ende 1978 betrieben.[5]